# Jacques-Denis Tsanga
Jacques-Denis Tsanga (né le 1er août 1961) est un homme politique gabonais.
D'abord professeur d'histoire-géographie, il est ensuite proviseur du Lycée national Léon M'Ba à Libreville durant cinq ans, avant de devenir secrétaire général du Ministère de l’Éducation nationale, puis directeur de cabinet du ministre du Tourisme.
En 2007, il devient gouverneur de province. Il a servi à Lambaréné (province du Moyen-Ogooué) dans le centre du pays. De 2010 à 2015, il est gouverneur de la province de l'Estuaire, dont Libreville est le chef-lieu. De 2016 à 2018, il est gouverneur du Haut-Ogooué dont Franceville est la capitale provinciale. 
En mai 2018, il est nommé ministre des Eaux et Forêts, fonction qu'il va occuper pendant dix mois. 
En avril 2020, il est reconduit comme gouverneur de la province du Haut-Ogooué.